# Sigmodon peruanus
Sigmodon peruanus és una espècie de mamífer rosegador de la família dels cricètids. Viu a altituds d'entre 0 i 1.600 msnm a l'oest de l'Equador i el nord-oest del Perú. S'alimenta de les parts verdes de les plantes, fongs, llavors i insectes. El seu hàbitat natural són les ribes de cursos d'aigua que transcorren per boscos primaris o secundaris. És una espècie en risc mínim, és a dir, no sembla que hi hagi cap amenaça significativa per a la seva supervivència.